# Ndobian
Ndobian (ou Ndock Biang ou Ndog Biang) est une commune du Cameroun située dans la région du Littoral et le département du Nkam. C'est le chef-lieu de l'arrondissement du Nord-Makombe, dont elle recouvre le territoire, et qui comptait 3 999 habitants en 2010.

## Géographie
C'est très praticable aujourd'hui même en saison de pluie. C'est aujourd'hui une ville et non un village comme autrefois. On y retrouve tous les éléments caractéristiques d'une ville.
| Bafang    | Bana    | Bazou    |
| Bakou     | Ndobian | Tonga    |
| Nkondjock | Yingui  | Makénéné |

Bana (Cameroun)|

## Organisation administrative de la commune
Outre Ndobian proprement dit, la commune comprend les villages suivants :
- Balam
- Bangopé
- Behack
- Diki
- Djongo
- Doyem
- Fanda
- Kong-Bakwa
- Mangok
- Mbiam
- Milombi
- Moya
- Ndokolo
- Ndolah
- Ndotorong
- Ndotto I
- Ndotto II
- Ndotto III
- Ndotto-Kwakwack
- Ndué Mouma
- Ngoma-Bakwa
- Tongo

## Histoire

### Langues et origines
Le dialecte parlé est le dibom et les Dibom sont les plus nombreux du Nkam. La langue dibom est parlée partout dans le Nkam et au Moungo (Penja, Loum, Mbanga) et d'ailleurs la majorité des habitants de ces villes sont les Dibom venant du Nord-Makombe il y a des siècles et ils sont aussi dans le Haut-Nkam à Bafang, ville frontalière avec la Makombe.